# Kirgizistans riksvapen

Kirgiziska SSR:s vapen

Kirgizistans riksvapen antogs av Kirgizistans parlament 14 januari 1994 och är designat av Sadirbek Dubanajev och A. Abdrajev efter en förlaga i Kirgiziska SSR:s vapen från 1937. Vapnet är cirkelrunt med blå bakgrund och har en rand i silver. Kransen av vete och bomull, viktiga jordbruksprodukter som även återfinns i Tadzjikistans, Turkmenistans och Uzbekistans statsvapen, innesluter orden Кыргыз Республикасы (Republiken Kirgizistan på kirgiziska). En falk i silver syns framför Kirgizbergen (Alatau) och en uppstigande sol.
I sin utformning påminner det fortfarande om realsocialistiska staternas vapen. Detta beror på att ett socialistiskt emblem har stått som förebild.